# Episinus makiharai
Episinus makiharai är en spindelart som beskrevs av Chiyoko Okuma 1994. Episinus makiharai ingår i släktet Episinus och familjen klotspindlar.
Artens utbredningsområde är Taiwan. Inga underarter finns listade i Catalogue of Life.